# Lepanthopsis peniculus
Lepanthopsis peniculus là một loài thực vật có hoa trong họ Lan. Loài này được (Schltr.) Garay mô tả khoa học đầu tiên năm 1954.